# Cassidy Hutchinson
Cassidy Jacqueline Hutchinson (Pennington, 1996) è una funzionaria statunitense della Casa Bianca che ha lavorato come assistente per l'ex capo dello staff Mark Meadows durante l'amministrazione Trump..
Hutchinson ha testimoniato alle udienze pubbliche del 28 giugno 2022 del comitato ristretto della Camera degli Stati Uniti sull'attacco del 6 gennaio e sulla condotta del presidente Donald Trump e di quella dei suoi collaboratori più anziani e alleati politici prima e durante l'attacco al Campidoglio degli Stati Uniti. La testimonianza di Hutchinson ha ricevuto una significativa attenzione nazionale, con diversi media che l'hanno etichettata come "avvincente" ed "esplosiva", nonostante le critiche degli alleati di Trump.
Il suo libro di memorie Enough è stato pubblicato nel settembre 2023.

## Biografia
Nata e cresciuta a Pennington, nel New Jersey, Hutchinson si è diplomata alla Hopewell Valley Central High School nel 2015. Ha quindi studiato alla Christopher Newport University tra il 2015 e il 2018,  laureandosi nel 2019 in scienze politiche e studi americani. Hutchinson si descrive come una "studentessa universitaria di prima generazione".

## Carriera

### Washington DC
Mentre frequentava la Christopher Newport University, Hutchinson ha svolto uno stage per il senatore repubblicano Ted Cruz durante l'estate del 2016  e per la Camera dei rappresentanti repubblicana degli Stati Uniti per Steve Scalise durante l'estate del 2017.  Nell'estate del 2018, ha lavorato come stagista presso l'Ufficio per gli affari legislativi della Casa Bianca.  Successivamente divenne impiegata dell'ufficio.
Nel marzo 2020 è stata scelta come uno degli aiutanti di Mark Meadows, diventato il quarto capo dello staff di Trump. Ben presto è diventata la principale assistente di Meadows, continuando fino alla fine della presidenza Trump, dove il suo titolo era "assistente speciale del presidente e coordinatrice per gli affari legislativi". Lavorava in un ufficio accanto all'ufficio di Meadows, proprio in fondo al corridoio rispetto allo Studio Ovale. Prendeva appunti durante le riunioni e viaggiava con Meadows, monitorando il suo telefono e trasmettendo i suoi ordini.  È stata descritta come una stretta confidente di Meadows. Identificata come "aiutante legislativo della Casa Bianca", Hutchinson è stata oggetto di una fotografia dell'Associated Press (AP) diffusa a livello nazionale in cui è stata mostrata mentre ballava la canzone dei Village People "YMCA" accanto al segretario stampa della Casa Bianca Kayleigh McEnany il 21 settembre 2020 alla fine della manifestazione elettorale di Trump a Swanton, Ohio.
Nel suo libro di memorie del 2023, Enough, Hutchinson sostiene che Rudy Giuliani l'ha palpeggiata nel backstage durante il discorso di Donald Trump del 6 gennaio 2021. Alla fine del suo mandate da presidente, Trump ha dichiarato che Hutchinson avrebbe dovuto lavorare per la sua operazione post-presidenziale in Florida, ma il piano è stato "bruscamente abbandonato" prima dell'inizio.

## Testimonianza al Comitato del 6 gennaio

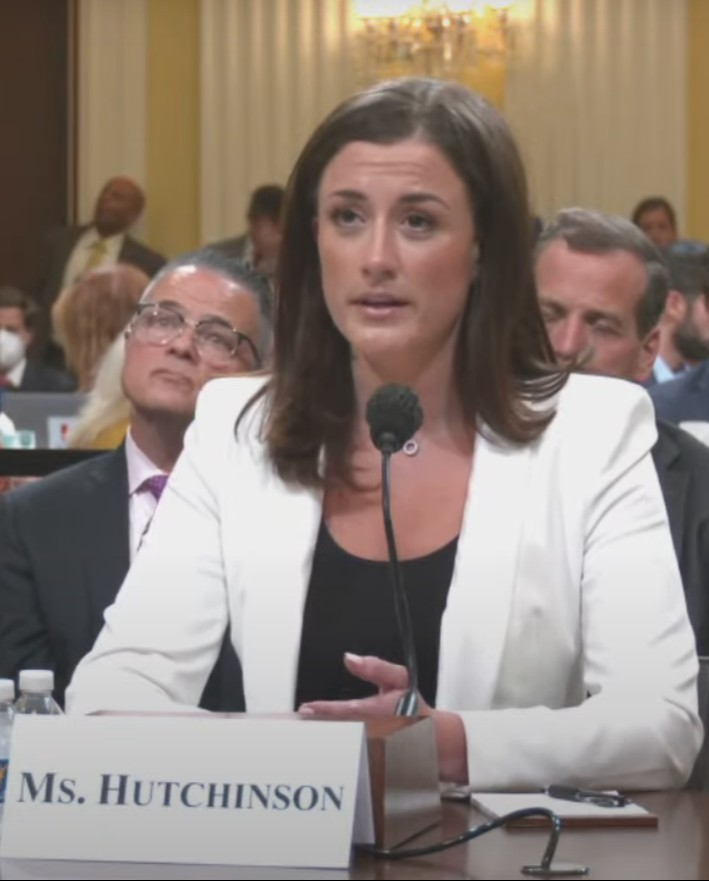
Hutchinson testimonia

Sotto mandato di comparizione, Hutchinson ha rilasciato quattro deposizioni al comitato, per un totale di più di due dozzine di ore, testimoniando in diretta televisiva il 28 giugno 2022. Prima della sua deposizione del 7 marzo, ha ricevuto più messaggi dagli alleati di Trump che le suggerivano di dimostrare lealtà a Trump nella sua testimonianza. Giorni prima della sua testimonianza, lei ha licenziato il suo avvocato, Stefan Passantino, che aveva profondi legami con i soci di Trump, sostituendolo con Jody Hunt, ex funzionario di lunga data del Dipartimento di Giustizia e capo dello staff del primo avvocato generale di Trump, Jeff Sessions.

### Sugli eventi che porteranno al 6 gennaio
Durante la testimonianza giurata del 28 giugno, Hutchinson ha testimoniato di aver sentito parlare di Oath Keepers e Proud Boys durante la pianificazione della marcia per Save America, quando era presente l'avvocato personale di Trump, Rudy Giuliani. Diversi leader di entrambi i gruppi furono successivamente incriminati con l'accusa di cospirazione sediziosa per il loro presunto ruolo nell'attacco al Campidoglio degli Stati Uniti del 6 gennaio .
Hutchinson ha testimoniato che sia Meadows che Giuliani hanno chiesto la grazia presidenziale. In precedenza aveva detto alla commissione nelle deposizioni che anche i deputati Matt Gaetz, Andy Biggs, Scott Perry e Louie Gohmert avevano chiesto la grazia.
Ha testimoniato che il 3 gennaio 2021, l'avvocato della Casa Bianca Pat Cipollone l'ha presa da parte per esprimere la sua preoccupazione dopo aver sentito che Trump aveva pianificato di marciare verso il Campidoglio con i suoi sostenitori il 6 gennaio; Hutchinson lo ha ricordato dicendo: "Verremo accusati di ogni crimine immaginabile se realizzeremo quel movimento".
Hutchinson ha anche rivelato nella sua testimonianza che Trump aveva lanciato il piatto del pranzo contro un muro in una sala da pranzo della Casa Bianca il 1º dicembre 2020, quando aveva appreso che il procuratore generale William Barr aveva rilasciato una dichiarazione pubblica secondo cui non aveva scoperto alcuna prova di frode elettorale. Il muro era schizzato di ketchup. In altre occasioni, aveva "girato la tovaglia per lasciare che tutto il contenuto del tavolo finisse sul pavimento e probabilmente si rompesse o andasse ovunque".

### Gli eventi del 6 gennaio
Hutchinson ha testimoniato che a Trump e Meadows avevano parlato di alcuni individui che avevano con loro armi, comprese armi da fuoco, e quindi non potevano cancellare i magnetometri per partecipare alla manifestazione. Trump ha insistito sul fatto che non gli importava se i suoi sostenitori avessero armi e ha cercato di ordinare la rimozione dei magnetometri, dicendo: "Non sono qui per farmi del male".
Hutchinson ha anche testimoniato che l'allora vice capo dello staff della Casa Bianca, Tony Ornato, le aveva raccontato di un episodio dopo che Trump era salito sul SUV presidenziale al termine del suo comizio: Trump sperava di raggiungere il Campidoglio mentre vi stava andando il corteo dei suoi sostenitori ma il principale agente dei servizi segreti Robert Engel gli aveva detto che era troppo pericoloso e che quindi sarebbero tornati alla Casa Bianca. Trump si era allora arrabbiato e aveva tentato di afferrare il volante della vettura lanciandosi contro la clavicola di Engel. Secondo la sua testimonianza, Engel era presente con Ornato mentre raccontava l'incidente ma non aveva mai contraddetto il racconto. Tre giorni più tardi la CNN ha riferito che due agenti dei servizi segreti avevano confermato che c'era stato uno "scambio acceso" dopo il rifiuto di portare Trump al Campidoglio.

### Sugli eventi successivi al 6 gennaio
Una trascrizione dell'intervista rilasciata il 22 dicembre 2022, ha rivelato che Hutchinson ha fornito ulteriori testimonianze il 14 e 15 settembre 2022. Durante questa testimonianza, Hutchinson ha dichiarato di aver ricevuto pressioni dagli alleati di Trump affinché non parlasse al Comitato. Ha anche affermato che con l'ex assistente della Casa Bianca Alyssa Farah Griffin è stata in grado di condurre l'intervista all'insaputa di Passantino, e che Passantino in realtà voleva che lei aggirasse le domande della commissione. Hutchinson ha testimoniato al comitato che Passantino le aveva detto: "Vogliamo solo concentrarci sulla protezione del presidente" e "Sappiamo tutti che sei leale" e che l'avrebbe aiutata a ottenere "un ottimo lavoro nel mondo di Trump" perché "vogliamo tenerti in famiglia." Ha anche testimoniato che Meadows le aveva detto che Trump sapeva di aver perso le elezioni.

## Opere
- Hutchinson Cassidy, Enough, Simon & Schuster, 2023 ISBN 9781668028285